# Chris Norman
Pour les articles homonymes, voir Norman.
Chris Norman, né Christopher Ward Norman le 25 octobre 1950 à Redcar dans le Yorkshire du Nord, est un chanteur anglais de soft rock. Il a été le chanteur de Smokie, un groupe anglais de glam rock originaire de Bradford, qui a eu du succès en Europe dans les années 1970.
Il est connu pour son tube Stumblin'In avec la chanteuse américaine Suzi Quatro. Le tube Stumblin'In est utilisé pour la pub du hamburger 280 de chez McDonald's.

## Biographie
Il est né à Redcar dans le Yorkshire du Nord.

## Discographie

### Albums solo – Chris Norman
- 1982: Rock Away Your Teardrops
- 1986: Some Hearts Are Diamonds
- 1987: Different Shades
- 1988: Hits from the Heart
- 1989: Break the Ice
- 1991: The Interchange
- 1992: The Growing Years
- 1993: Jealous Heart
- 1994: The Album
- 1994: Screaming Love Album
- 1995: Every Little Thing
- 1995: Reflections
- 1997: Into the Night
- 1997: Christmas Together
- 1999: Full Circle
- 2000: Love Songs
- 2001: Breathe Me In
- 2003: Handmade
- 2004: Break Away
- 2005: One Acoustic Evening – CD & DVD (Live at the Private Music Club/Live in Vienna)
- 2006: Million Miles
- 2006: Coming Home
- 2007: Close Up
- 2009: The Hits! From His Smokie And Solo Years
- 2009: The Hits! Tour – Live at the Tempodrom, Berlin (Deutschland) DVD
- 2009: The Hits! Tour – Live at the Tempodrom, Berlin (Dänemark) DVD
- 2011: Time Traveller
- 2013: There And Back
- 2015: Crossover
- 2017:  Don't Knock The Rock

### Albums – Smokie
- 1975: Pass It Around
- 1975: Changing All the Time
- 1976: Bravo präsentiert: Smokie (Germany)
- 1976: Midnight Café
- 1976: Smokie
- 1977: Greatest Hits
- 1977: Bright Lights & Back Alleys
- 1978: The Montreux Album
- 1979: The Other Side of the Road
- 1980: Greatest Hits Vol. 2
- 1981: Smokie-The Very Best of Smokie
- 1981: Solid Ground
- 1982: Die großen Erfolge einer Supergruppe (Germany)
- 1982: Midnight Delight
- 1982: Strangers in Paradise
- 1990: Smokie Forever
- 1994: The Collection – Komplett 'B' platten 1975–78 (Germany)
- 1998: Live – The Concert (Live in Essen/Germany 1978)

### Simples
- 1978: "Stumblin' In" (with Suzi Quatro) b/w "A Stranger With You" — UK 41, US 4
- 1982: "Hey Baby"
- 1983: "Love Is a Battlefield"
- 1984: "My Girl and Me"
- 1986: "Midnight Lady" b/w "Woman"
- 1986: "Some Hearts Are Diamonds" b/w "Till The Night We'll Meet Again"
- 1987: "No Arms Can Ever Hold You" b/w "Hunters of the Night"
- 1987: "Sarah"
- 1988: "Broken Heroes" b/w "Broken Heroes" (Instrumental and Radio Version)
- 1988: "I Want to Be Needed" (with Shari Belafonte) b/w "I Want to Be Needed" (Instrumental and Radio Version)
- 1988: "Ordinary Heart"
- 1988: "Wings of Love"
- 1989: "Back Again"
- 1989: "Keep the Candle Burning"
- 1990: "The Night Has Turned Cold"
- 1991: "If You Need My Love Tonight"
- 1992: "I Need Your Love" (with Suzi Quatro)
- 1993: "Come Together"
- 1993: "Goodbye Lady Blue"
- 1993: "Growing Years"
- 1993: "Jealous Heart"
- 1994: "As Good As It Gets"
- 1994: "I Need Your Love"
- 1994: "Wild Wild Angel"
- 1995: "Goodbye Lady Blue"
- 1995: "Obsession"
- 1995: "Red Hot Screaming Love"
- 1996: "Fearless Hearts"
- 1996: "Reflections of My Life"
- 1996: "Under Your Spell"
- 1997: "Baby I Miss You"
- 1997: "Into the Night"
- 1999: "Oh Carol"
- 2000: "Mexican Girl"
- 2002: "Ich Mache Meine Augen Zu" (with Nino de Angelo)
- 2003: "Keep Talking"
- 2004: "Amazing"
- 2004: "Only You"
- 2004: "Too Much / Without Your Love"
- 2006: "Without Your Love" (UK)
- 2009: "Endless Night"
- 2011: "Chasing Cars"
- 2014: "Another Night in Nashville" (with C.C. Catch)